# Goldener Fallschirm
Der Goldene Fallschirm (englisch golden parachute) ist eine Klausel in Arbeitsverträgen von Führungskräften, der zufolge im Falle einer Übernahme oder einer Fusion des Arbeitgebers und des daraus möglicherweise folgenden Wegfalls des Arbeitsplatzes beziehungsweise im Falle einer vorzeitigen Vertragsauflösung die Führungskraft  beträchtliche Zahlungen erhält, beispielsweise in Form von Boni, Aktienoptionen oder Kombinationen verschiedener Arbeitsentgelte. Auch in den Fällen, in denen die Führungskraft ohne Firmenübernahme nicht mehr das Vertrauen der Firmenleitung bzw. des Aufsichtsrates genießt, kann ein goldener Fallschirm zum Einsatz kommen.

## Allgemeines
Eine solche Klausel ermöglicht es dem Arbeitgeber, sich von nicht mehr erwünschten Mitarbeitern zu trennen, obwohl die Vertragslaufzeit noch nicht beendet ist und obwohl dem Mitarbeiter kein Fehlverhalten vorgeworfen werden kann, das zu einer vorzeitigen Kündigung des Arbeitsvertrages berechtigen würde. Andererseits bietet diese Klausel dem Mitarbeiter eine finanzielle Absicherung für den Fall, dass seine Arbeitsleistung in dem Unternehmen nicht mehr erwünscht ist.
In der Schweiz wurde als Folge der erfolgreichen Eidgenössische Volksinitiative «gegen die Abzockerei» die Verordnung gegen übermäßige Vergütungen bei börsenkotierten Aktiengesellschaften geschaffen, um allzu ausufernde Abfindungen von Vorständen und Aufsichtsräten zu unterbinden.

## Beispiele für goldene Fallschirme
| Jahr | Person             | Land                   | Firma                          | Gezahlte Summe  |
| ---- | ------------------ | ---------------------- | ------------------------------ | --------------- |
| 1989 | F. Ross Johnson    | Vereinigte Staaten     | R. J. Reynolds Tobacco Company | 58 Mio. Dollar  |
| 2002 | Jean-Marie Messier | Frankreich             | Vivendi Universal              | 20,5 Mio. Euro  |
| 2003 | Philippe Jaffré    | Frankreich             | Elf                            | 19 Mio. Euro    |
| 2003 | Pierre Bilger      | Frankreich             | Alstom                         | 4,1 Mio. Euro   |
| 2005 | Carly Fiorina      | Vereinigte Staaten     | Hewlett-Packard                | 42 Mio. Dollar  |
| 2005 | Daniel Bernard     | Frankreich             | Groupe Carrefour               | 38 Mio. Euro    |
| 2006 | Noël Forgeard      | Frankreich             | EADS                           | 8,5 Mio. Euro   |
| 2007 | Stan O’Neal        | Vereinigte Staaten     | Merrill Lynch                  | 175 Mio. USD    |
| 2007 | Serge Tchuruk      | Frankreich             | Alcatel                        | 5,7 Mio. Euro   |
| 2007 | Antoine Zacharias  | Frankreich             | Vinci                          | 13 Mio. Euro    |
| 2008 | Patricia Russo     | Frankreich             | Alcatel                        | 6 Mio. Euro     |
| 2009 | Thierry Morin      | Frankreich             | Valeo                          | 3,2 Mio. Euro   |
| 2010 | Sadeq Sayeed       | Vereinigtes Königreich | Nomura Holdings                | 27 Mio. Euro    |
| 2011 | Léo Apotheker      | Vereinigte Staaten     | Hewlett-Packard                | 7,2 Mio. Dollar |
| 2011 | Jean Azéma         | Frankreich             | Groupama                       | 2,94 Mio. Euro  |
| 2012 | Frank Esser        | Frankreich             | SFR                            | 3,9 Mio. Euro   |
| 2015 | Vincent Volpe      | Vereinigte Staaten     | Dresser-Rand                   | 20 Mio. Euro    |